# Giuliano Sangiorgi
Giuliano Sangiorgi (Nardò, 24 gennaio 1979) è un cantautore e polistrumentista italiano, membro fondatore dei Negramaro.

## Biografia
Nasce il 24 gennaio 1979 a Nardò da Gianfranco Sangiorgi (morto nel gennaio 2013) e Carmelina Serio, ma ha sempre vissuto a Copertino. Dopo il diploma di liceo classico, come i fratelli, si iscrive alla facoltà di giurisprudenza, ma abbandona ben presto gli studi giuridici per dedicarsi alla musica. 
Nel 2000 fonda i Negramaro, con cui inizia una proficua attività musicale fino ad affermarsi nel circuito alternativo nazionale. Nel 2005 partecipa con il gruppo al Festival di Sanremo, nella categoria giovani, con il brano Mentre tutto scorre, e nello stesso anno cura la colonna sonora del film La febbre di Alessandro D'Alatri, partecipando con un cameo al film.

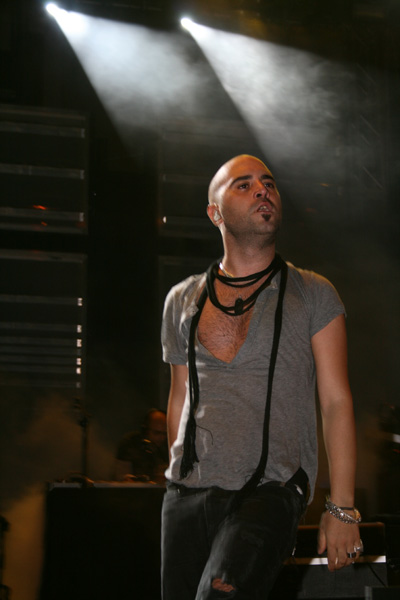
Giuliano Sangiorgi in concerto con i Negramaro nel 2007

Come autore ha scritto Le parole che non ti ho detto cantata da Andrea Bocelli. Nel 2006 partecipa al progetto Rezophonic, prestando la propria voce per i brani I miei pensieri e L'uomo di plastica. Collabora alla scrittura del testo di Strade da disegnare brano del gruppo Ameba4. Partecipa al progetto solista di Corrado Rustici Deconstruction of a Post Modern Musician interpretando il brano Maledette stelle. Il 25 agosto 2007 partecipa come ospite alla Notte della Taranta nel Salento, sua terra d'origine, interpretando due brani in dialetto salentino tipici della pizzica.
Nel 2007 duetta con Dolores O'Riordan nel brano Senza fiato, brano scritto per la colonna sonora del film Cemento armato. L'album dei Negramaro La finestra è uscito anche in versione speciale CD+DVD, il primo contiene le tracce bonus Senza fiato e Pelle e calamaio, il secondo contiene Dall'altra parte della luna un rockumentary in cui protagonisti raccontano le origini del loro gruppo e mostrano le fasi della lavorazione de La finestra. Nel 2008 ha collaborato con Jovanotti nel suo album Safari, partecipando al brano omonimo, nonché nella canzone Cade la pioggia, scritta dallo stesso Sangiorgi per l'album dei Negramaro La finestra. Inoltre ha duettato con Cristina Donà nel brano Settembre, incluso nell'album Piccola faccia. Per il cinema ha firmato la colonna sonora del film Una notte blu cobalto di Daniele Gangemi, vincitore del premio per la "Migliore opera prima" al 42º Worldfest International Independent Film Festival di Houston in Texas.
Partecipa al Festival di Sanremo 2009 come autore di due brani: Come foglie interpretato da Malika Ayane e Prova a dire il mio nome da Chiara Canzian, quest'ultimo scritto dietro lo pseudonimo "Pellecalamaio". Sangiorgi utilizza questo pseudonimo solo quando scrive il testo di una canzone, mentre quando ne compone anche la musica firma con il proprio nome anagrafico. Assieme a Jovanotti è ideatore e produttore artistico del progetto Domani 21/04.2009, brano scritto da Mauro Pagani, realizzato per raccogliere fondi per le popolazioni colpite dal Terremoto dell'Aquila del 2009, che vede la partecipazione di numerosi artisti della scena musicale italiana. A fine 2009 duetta con Elisa nel brano Ti vorrei sollevare con la quale tornerà a collaborare in seguito nel 2010 con il brano Basta così che fa parte dell'ultimo album dei Negramaro Casa 69; e con Claudio Baglioni nel brano Ancora no, brano che fa parte dell'ultimo disco di Baglioni Q.P.G.A..
Nel 2011 scrive per Patty Pravo Unisono e Cielo; brani entrambi inseriti nell'ultimo album Nella terra dei pinguini. Nel marzo 2011 subisce un'operazione alle corde vocali con esito positivo. Nell'ottobre dello stesso anno scrive Non ti accorgevi di me per Adriano Celentano e partecipa con Jovanotti e Franco Battiato all'incisione di Non so più cosa fare, che Celentano inserisce nel suo album Facciamo finta che sia vero. Nel novembre dello stesso anno scrive due brani, Brucio di te e E così sia, per l'album di Mina dal titolo Piccolino.
A maggio 2012 è uscito il singolo Ora il mondo è perfetto dei Planet Funk che vede la collaborazione di Sangiorgi alla voce, mentre il 2 ottobre successivo viene pubblicato Lo spacciatore di carne (Einaudi Editore), un libro noir che vede il debutto letterario del cantante. Nel febbraio 2013 è autore dei brani Niente e E se poi, entrambi portati in gara da Malika Ayane al Festival di Sanremo 2013; E se poi si classifica al quarto posto. Nel luglio dello stesso anno collabora con Max Pezzali nella versione in duetto di Ti sento vivere, contenuta nell'album Max 20. Scrive per Elisa il testo del brano Ecco che, inserito nell'album dell'artista, L'anima vola. Nel novembre 2013 viene pubblicato il brano Io non ricordo (da quel giorno tu), scritto da Sangiorgi per Adriano Celentano, mentre due anni dopo scrive per Laura Pausini il brano Sono solo nuvole, inserito nell'album Simili e realizzato anche in una versione in spagnolo intitolata Sólo nubes.
Il 5 maggio 2015 viene pubblicato l'album Ora o mai più del produttore italiano Don Joe, contenente tra le varie tracce Non c'è il cielo che vede la collaborazione di Giuliano Sangiorgi. Nello stesso anno è stato autore della sigla della serie televisiva Tutto può succedere insieme a Paolo Buonvino.
Il 27 marzo 2018 riceve la cittadinanza onoraria di Caltanissetta.
Nel 2021 pubblica, sempre con Einaudi, il suo secondo romanzo, Il tempo di un lento. 
Nel 2022 ha collaborato con Ermal Meta alla realizzazione del singolo Una cosa più grande.

## Discografia

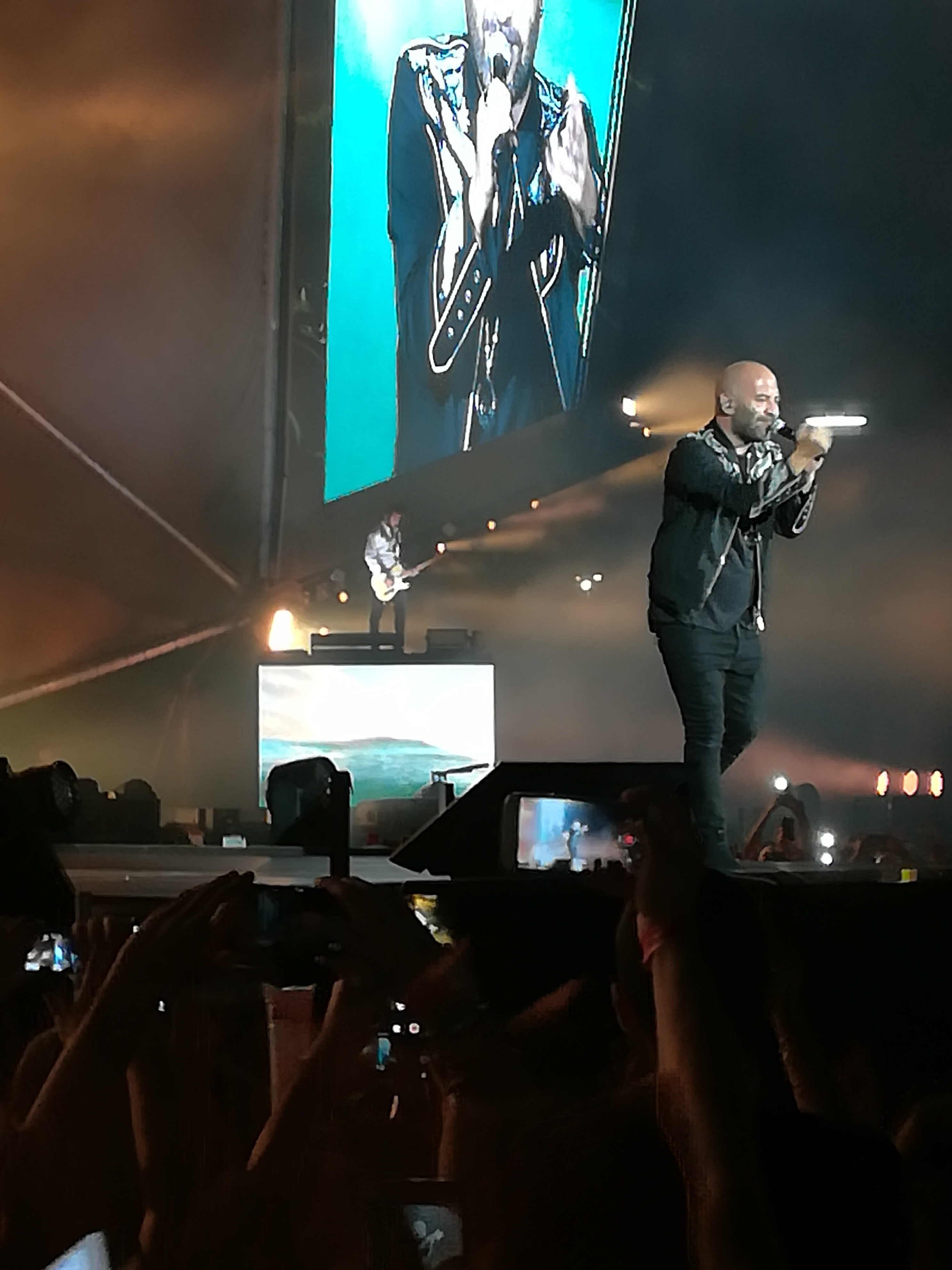
Giuliano Sangiorgi in concerto con i Negramaro allo Stadio Via del Mare di Lecce il 13 luglio 2018

### Con i Negramaro
- 2003 – Negramaro
- 2004 – 000577
- 2005 – Mentre tutto scorre
- 2007 – La finestra
- 2010 – Casa 69
- 2015 – La rivoluzione sta arrivando
- 2017 – Amore che torni
- 2020 – Contatto
- 2024 – Free Love

### Collaborazioni
- 2007 – Senza fiato (con Dolores O'Riordan)
- 2007 – Settembre (con Cristina Donà)
- 2008 – Safari (con Jovanotti)
- 2009 – Ti vorrei sollevare (con Elisa)
- 2009 – Ancora no (con Claudio Baglioni)
- 2011 – Non so più cosa fare (con Adriano Celentano, Jovanotti e Franco Battiato)
- 2012 – Ora il mondo è perfetto (con i Planet Funk)
- 2013 – Ti sento vivere (con Max Pezzali)
- 2013 – Io non ricordo (da quel giorno tu) (con Adriano Celentano)
- 2014 – Riuscire a volare (con gli Après La Classe)
- 2016 – Aquila (con Ron)
- 2016 – Sorrido già (con Elisa e Emma)
- 2020 – Ci vorrebbe il mare (riarrangiata) in duetto con Marco Masini in Masini +1 30th Anniversary
- 2022 – Una cosa più grande (con Ermal Meta)
- 2024 – Donna amante mia (con Umberto Tozzi)
- 2024 – Cosa resterà degli anni '80 (con Raf)

## Autore e compositore per altri cantanti
| Anno | Titolo                         | Artista                                 | Album di provenienza                              |
| ---- | ------------------------------ | --------------------------------------- | ------------------------------------------------- |
| 2004 | Le parole che non ti ho detto  | Andrea Bocelli                          | Andrea                                            |
| 2008 | Perfetta                       | Malika Ayane                            | Malika Ayane                                      |
| 2009 | Come foglie                    | Malika Ayane                            | Malika Ayane                                      |
| 2009 | Prova a dire il mio nome       | Chiara Canzian                          | Prova a dire il mio nome                          |
| 2011 | Unisono                        | Patty Pravo                             | Nella terra dei pinguini                          |
| 2011 | Cielo                          | Patty Pravo                             | Nella terra dei pinguini                          |
| 2011 | Brucio di te                   | Mina                                    | Piccolino                                         |
| 2011 | E così sia                     | Mina                                    | Piccolino                                         |
| 2011 | Non ti accorgevi di me         | Adriano Celentano                       | Facciamo finta che sia vero                       |
| 2013 | E se poi                       | Malika Ayane                            | Ricreazione                                       |
| 2013 | Niente                         | Malika Ayane                            | Ricreazione                                       |
| 2013 | Come fai?                      | Roberto Vecchioni                       | Io non appartengo più                             |
| 2013 | Ecco che                       | Elisa                                   | L'anima vola                                      |
| 2014 | Tanto ci sei                   | Raphael Gualazzi & The Bloody Beetroots | Accidentally on Purpose - Sanremo's Festival 2014 |
| 2014 | Sì... be'... ma... non so?!    | Francesco Renga                         | Tempo reale                                       |
| 2015 | Sono solo nuvole               | Laura Pausini                           | Simili                                            |
| 2015 | Facciamola più semplice        | Emma                                    | Adesso                                            |
| 2015 | Solo due satelliti             | Marco Mengoni                           | Le cose che non ho                                |
| 2016 | Via da qui                     | Giovanni Caccamo & Deborah Iurato       | Sono ancora io Non siamo soli                     |
| 2016 | Fammi respirare dai tuoi occhi | Noemi                                   | Cuore d'artista                                   |
| 2016 | A parte te                     | Patty Pravo                             | Eccomi                                            |
| 2016 | Voglio andare fino in fondo    | Eva Pevarello                           | Voglio andare fino in fondo                       |
| 2016 | L'ultimo Babbo Natale          | Fiorella Mannoia                        | Combattente                                       |
| 2017 | Se sapessi                     | Syria                                   | 10 + 10                                           |
| 2018 | Portami via da te              | Emma                                    | Essere qui                                        |
| 2018 | Che meraviglia sei             | Gianni Morandi                          | D'amore d'autore                                  |
| 2019 | Dove eravamo rimasti           | Patty Pravo                             | Red                                               |
| 2021 | Fegato                         | Erio                                    | X Factor Mixtape Vol. 2                           |
| 2021 | Arcobaleno                     | Ornella Vanoni                          | Unica                                             |
| 2024 | Ti avessi conosciuto prima     | Michele Bravi                           | Tu cosa vedi quando chiudi gli occhi              |